# Sigmodon leucotis
Sigmodon leucotis és una espècie de mamífer rosegador de la família dels cricètids. És endèmic de l'interior de Mèxic, des del sud-oest de Chihuahua i Nuevo León fins al centre d'Oaxaca. El seu hàbitat natural són els boscos mèsics de pins i roures. És una espècie en risc mínim, és a dir, no sembla que hi hagi cap amenaça significativa per a la seva supervivència. El seu nom específic, leucotis, significa ‘orella blanca’ en llatí.